# 矮沙蒿
矮沙蒿（学名：Artemisia desertorum var. foetida）为菊科蒿属下的一个变种。